# المشعوذ (فلم)
المشعوذ (بالبولندية: Wiedźmin) هو فيلم بولندي خيالي أخرجه ماريك برودكي ومن بطولة ميتشل بروفسكي في دور جيرالت من ريفيا. القصة مقتبسة من كتب وقصص الويتشر للكاتب البولندي أندريه سابكوسكي.

## وصلات خارجية
- مقالات تستعمل روابط فنية بلا صلة مع ويكي بيانات
- المشعوذ على موقع أول موفي. (بالإنجليزية) (بالإنجليزية)
- موقع غير رسمي (بالبولندية)
- الموسيقى التصويرية (بالبولندية)